# Rupert zu Loewenstein
Le prince Rupert Louis Ferdinand Frederick Constantine Lofredo Leopold Herbert Maximilian Hubert John Henry zu Loewenstein (en allemand, Löwenstein), né le 24 août 1933 à Palma de Majorque et décédé le 20 mai 2014 à Londres, est un aristocrate et banquier britannique d'origine allemande.  Surnommé « Rupie The Groupie », il est connu pour avoir été le manager financier du groupe The Rolling Stones pendant trente-sept ans.

## Une famille princière
Rupert zu Loewenstein est issu des Freudenberg, une branche de la famille princière de Loewenstein. Cette maison souveraine médiatisée du Saint-Empire romain germanique descend de Louis de Bavière, comte de Loewenstein (1463-1524), fils naturel du prince-électeur palatin Frédéric Ier de Wittelsbach. Par cette ascendance, Rupert zu Loewenstein est apparenté par les femmes aux souverains de Belgique, du Luxembourg, du Liechtenstein, ainsi qu'aux prétendants aux trônes de Portugal, d'Italie (royaume de Naples), de Bavière et d'Autriche-Hongrie.
Il a droit au prédicat d'altesse sérénissime. La titulature qui lui est accordée est « Son Altesse Sérénissime le prince Rupert zu Loewenstein-Wertheim-Freudenberg, comte de Loewenstein-Scharffeneck ».
Rupert zu Loewenstein a épousé le 18 juillet 1957 Josephine Clare Lowry-Corry, née à Londres le 26 janvier 1931, dont il a trois enfants :
- Rudolf Amadeus Joseph Karl Ludwig Emmanuel, né le 17 novembre 1957, entré dans l'ordre dominicain ;
- Konrad Friedrich Ferdinand Johannes Ottakar Sylvester, né le 26 novembre 1958, entré dans la prêtrise à la fraternité sacerdotale Saint-Pierre, titulaire de l'église San Simeone Piccolo de Venise ;
- Maria Theodora Marjorie, née le 11 juillet 1966, mariée en septembre 1998 au comte Manfredi della Gherardesca.

Les Loewenstein habitent à Petersham, district de Richmond, dans le Surrey.

## Début de carrière
Diplômé du Magdalen College, fondé en 1448 et considéré comme l'un des plus prestigieux de l'université d'Oxford, Rupert zu Loewenstein commence sa carrière de banquier dans la firme de brokers Bache and Co. Il y apprend les arcanes de la City et s'associe à d'anciens condisciples d'Oxford — Jonathan Guinness, Richard Cox Johnson, Louis Heymann, ainsi que de jeunes membres de la famille Rothschild — en vue d'acheter une banque d'affaires. Ils sont appuyés dans cette aventure par le groupe Kemsley qui possède alors le Sunday Times.
L'établissement choisi est la banque Leopold Joseph and Sons, établie de longue date sur la place de Londres. Elle est achetée en 1962 pour la somme de 600 000 livres, soit près de 721 000 euros. Cette firme familiale est centrée sur le marché de l'escompte et s'occupe d'un petit nombre de clients de confiance. À son arrivée, Rupert zu Loewenstein a 29 ans et observe le mode de fonctionnement peu efficace des anciens propriétaires : « Les trois frères Joseph [...] avaient chacun leur propre bureau. On pouvait les entendre : l'un achetait des actions Shell alors qu'en même temps, un autre en vendait... »
Outre des outils de modernisation élémentaires — comme un fichier centralisé des transactions — la banque est orientée vers la finance d'entreprise et la gestion personnalisée de riches clients ayant des revenus internationaux. De par leur environnement familial et oxfordien, le carnet d'adresses des jeunes associés est déjà bien fourni, mais il est encore fait appel à celui de personnalités extérieures. En particulier, Rupert zu Loewenstein demande au collectionneur et homme du monde parisien Alexis de Redé d'assurer la vice-présidence du conseil d'administration.
Toujours en association avec le baron de Redé, amateur d'art reconnu, le prince zu Loewenstein participe à la création de la société Artemis,. Cette entreprise est dédiée au conseil en investissement en œuvres d'art. Outre des collections privées, sa clientèle compte aujourd'hui des musées tels que le Metropolitan Museum of Art de New York, la National Gallery de Londres, le J. Paul Getty Museum, le Seattle Art Museum, le Dallas Museum of Art, l'Institut d'art de Chicago, la National Gallery de Washington, le musée national du Danemark à Copenhague, etc.

## Le gestionnaire des Stones
En 1970, lors d'une soirée dans un club londonien, le chanteur Mick Jagger est présenté à Rupert zu Loewenstein. Une légende prétend qu'à cette époque, le prince n'a aucune idée de ce que sont les Rolling Stones. La rencontre a lieu à la demande de la rock-star qui cherche un spécialiste capable de sauver les finances du groupe. De fait, les Stones sont à cette date en situation de faillite. Par méconnaissance, ils ont cédé les droits de tous leurs enregistrements antérieurs à 1970 — dont ceux de succès mondiaux comme Satisfaction et Jumpin' Jack Flash — à leur ancien manager Allen Klein. Les impôts britanniques leur demandent d'autre part des arriérés qu'ils ne peuvent payer.
Rupert zu Loewenstein trouve l'aventure intéressante et accepte de les prendre en charge. Sa première décision consiste à leur faire immédiatement quitter la Grande-Bretagne : les Rolling Stones bénéficient ainsi du régime fiscal plus favorable des résidents à l'étranger. La plupart des membres choisissent de s'installer en France, notamment Keith Richards qui investit un château gothique, la villa Nellcôte, où le groupe enregistre Exile on the Main Street, et Bill Wyman qui devient l'ami du peintre Marc Chagall. Mick Jagger, marié alors à Bianca, devient pour sa part le nomade que l'on sait.
Deuxième décision : la restructuration du groupe en entreprise. Sous l'impulsion de Loewenstein, les Stones se transforment en société par actions pyramidale, appuyée sur quatre firmes basées aux Pays-Bas, elles-mêmes gérant une multitude de compagnies secondaires s'occupant des différentes activités du groupe : des centaines de personnes, techniciens, nuées d'avocats, business managers, travaillent en effet sur une tournée internationale. Les décisions d'enregistrement et de concert sont désormais prises sur la base des avantages fiscaux selon les pays. Sans oublier le principe du sponsoring que les Stones vont être les premiers à exploiter sur une tournée (Volkswagen, Budweiser, Chase Manhattan Bank...) et l'utilisation publicitaire des titres musicaux que Loewenstein va développer : pour le lancement de Windows, Bill Gates aurait accepté de payer un extrait de Start Me Up 6 millions de livres.
Le résultat est à la hauteur de la fascination exercée par Loewenstein sur Jagger : les Stones deviennent le groupe rapportant le plus d'argent dans l'histoire de la musique. Sous la houlette de Loewenstein, en tournée et en merchandising, ils auraient engrangé un milliard de livres sterling (1,2 milliard d'euros). La fortune de sir Mick Jagger est aujourd'hui estimée à 190 millions de livres (228,5 millions d'euros) et il fait partie du Top-20 des artistes les plus riches.
C'est ainsi que S.A.S. le prince zu Loewenstein-Wertheim-Freudenberg devient un familier des fêtes rock. Dans les soirées ou les coulisses de concerts géants, on le voit savourer avec amusement l'incongruité de sa présence en même temps qu'une gorgée d'alcool. Surnommé Rupie The Groupie par Jerry Hall, il finit par faire partie intégrante de la famille des Stones, témoin des joies et des drames. Il est présent lorsque le mariage avec Bianca s'effondre parce que Mick est tombé amoureux de Jerry. C'est chez lui, lors d'une soirée qu'il donne en 1991, que Jerry, à son tour, arrive comme une furie pour faire une scène à Mick, celui-ci fréquentant assidument le mannequin Carla Bruni.
En 2007, âgé de 74 ans, Rupert zu Loewenstein a souhaité sagement abandonner le management des finances des Stones.

## Catholique traditionaliste
À partir des années 1960, Rupie the Groupie est engagé dans le catholicisme traditionaliste. Le prince zu Loewenstein préside notamment la Latin Mass Society of England & Wales, une association qui se consacre « à la promotion de la liturgie traditionnelle latine de l'Église catholique, des doctrines et des pratiques qui en sont une partie intégrante, de la tradition musicale qui la dessert, et de la langue latine dans laquelle elle se célèbre».
Ses deux fils ont prononcé leurs vœux : l'aîné, Rudolf, est prêtre dominicain et le cadet, Konrad, prêtre traditionaliste de la Fraternité sacerdotale Saint-Pierre à Venise.
En 2008, lors des obsèques de Frà Andrew Bertie, 78e prince et grand maître de l'ordre souverain de Malte, c'est au prince Rupert qu'il est demandé de prononcer l'éloge funèbre.
Le prince Rupert zu Loewenstein-Wertheim-Freudenberg cumulait les distinctions honorifiques dans l'Église catholique romaine :
- Bailli Grand croix d'honneur et de dévotion de l'ordre souverain de Malte
- Président de l'Association britannique de l'ordre souverain de Malte
- Chevalier du Pape
- Commandeur avec plaque de l'ordre de Saint-Grégoire-le-Grand
- Président de l'association anglaise de l'ordre sacré et militaire constantinien de Saint-Georges.